# James Challinor
Pas d'image ? Cliquez ici

a Compétitions nationales et continentales officielles uniquement.

b Matchs officiels uniquement.
James Challinor dit Jim Challinor, né le 2 août 1934 à Warrington (Angleterre) et mort le 18 décembre 1976 à Warrington (Angleterre), est un joueur et entraîneur anglais de rugby à XIII évoluant au poste d'ailier ou de centre dans les années 1950 et 1960. Il effectue la grande majeure partie de sa carrière de joueur au sein de l'équipe de Warrington avec lequel il remporte deux titres de Championnat d'Angleterre en 1954 et 1955 ainsi que la Challenge Cup en 1954. Après une décennie à Warrington, il rejoint le club de Barrow en tant qu'entraîneur-joueur avec lequel il est finaliste de la Challenge Cup en 1967. Parallèlement, il est appelé en sélection de Grande-Bretagne avec laquelle il est vainqueur de la Coupe du monde en 1960.
Après Barrow, il entraîne Liverpool puis St Helens. Avec ce dernier, il remporte le Championnat d'Angleterre en 1971 et la Challenge Cup en 1972. Enfin, il est sélectionneur de la  Grande-Bretagne lors de sa victoire en Coupe du monde : 1972. Il meurt en 1976 à cause d'un cancer à 42 ans.

## Palmarès

### En tant que joueur
- Collectif :
  - Vainqueur de la Coupe du monde : 1960 (Grande-Bretagne).
  - Vainqueur du Championnat d'Angleterre : 1954 et 1955 (Warrington).
  - Vainqueur de la Challenge Cup : 1954 (Warrington).
  - Finaliste du Championnat d'Angleterre : 1954 et 1961 (Warrington).
  - Finaliste de la Challenge Cup : 1967 (Barrow).

### En tant qu'entraîneur
- Collectif :
  - Vainqueur de la Coupe du monde : 1972 (Grande-Bretagne).
  - Vainqueur du Championnat d'Angleterre : 1971 (St Helens).
  - Vainqueur de la Challenge Cup : 1972 (St Helens).
  - Finaliste du Championnat d'Angleterre : 1972 et 1974 (St Helens).
  - Finaliste de la Challenge Cup : 1967 (Barrow).